# Gemeine Pimpernuss
Die Gemeine Pimpernuss (Staphylea pinnata), auch Klappernuss oder Gefiederte Pimpernuss genannt, ist eine Pflanzenart aus der Gattung Pimpernüsse (Staphylea) innerhalb der Familie der Pimpernussgewächse (Staphyleaceae).

## Beschreibung

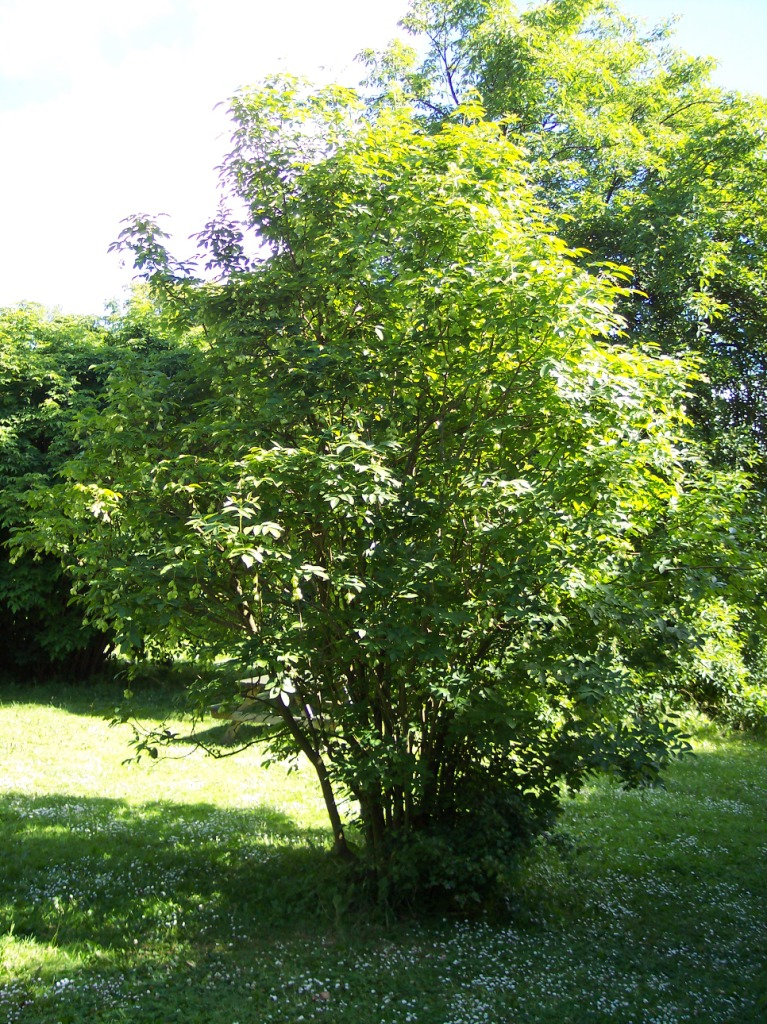
Habitus

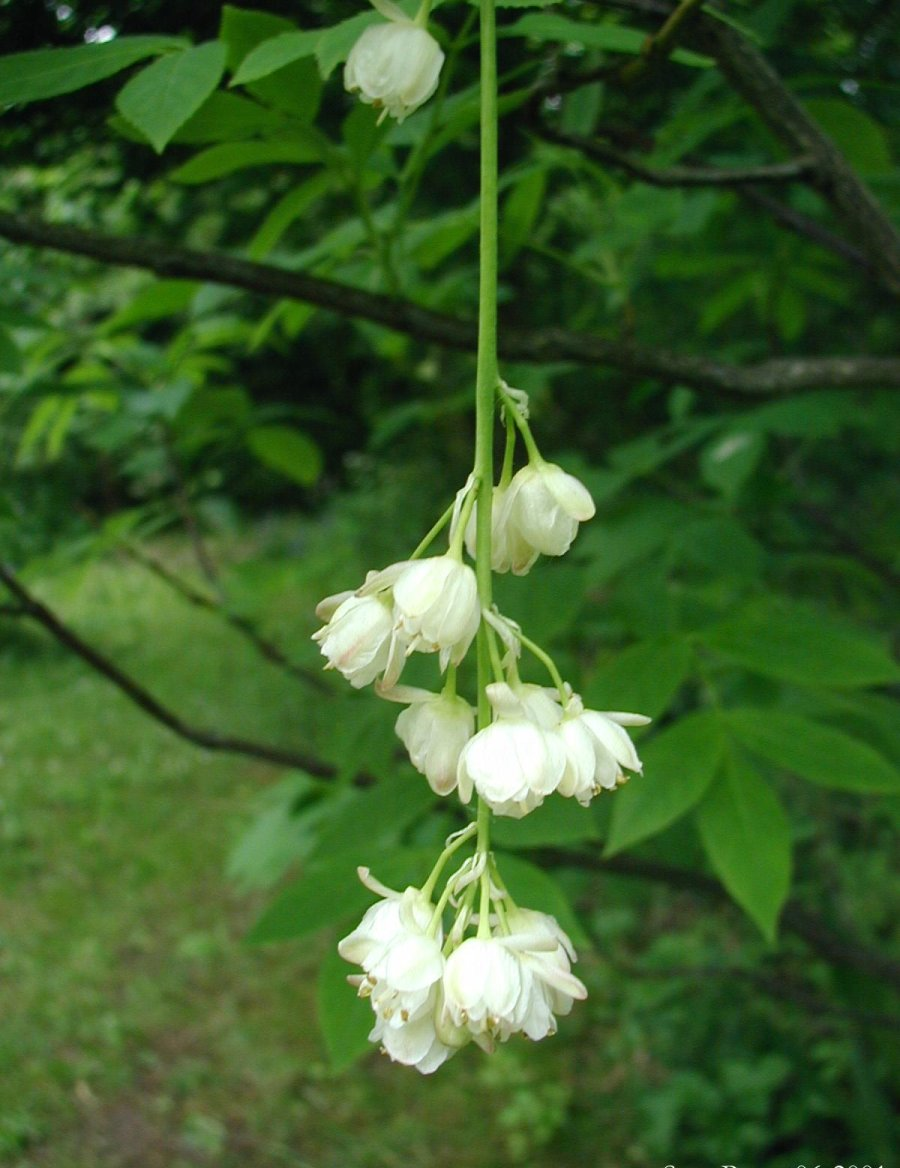
Blütenstand

### Vegetative Merkmale
Die Gemeine Pimpernuss wächst als sommergrüner Strauch mit Wuchshöhen von meist 1 bis 3 Metern oder seltener als kleiner Baum (dann 4 bis 5 Metern).
Ihre gegenständig an den Zweigen angeordneten Laubblätter sind in Blattstiel und -spreite gegliedert. Die unpaarig gefiederte Blattspreite besitzt fünf bis sieben Fiederblättchen. Die kurz gestielten, kahlen Fiederblättchen sind bei einer Länge von 5 bis 10 Zentimetern elliptisch bis eiförmig mit spitzem bis zugespitztem oder bespitztem oberen Enden und feingesägtem Rand. Die Nebenblätter fallen früh ab.

### Generative Merkmale
Die gestielten Blüten sind in hängenden, rispigen und gestielten Blütenständen zusammengefasst. Es sind bei Blütenstandsschäften, den Seitenachsen und bei den Blütenstielen längliche Tragblätter vorhanden.
Die zwittrigen und duftenden Blüten sind radiärsymmetrisch und fünfzählig mit doppelter Blütenhülle. Die fünf weißen bis oft teils rötlichen, petaloiden Kelchblätter sind kurz verwachsen, mit freien, ausgebogenen Zipfeln. Die fünf weißen, aufrechten Kronblätter neigen sich röhrig zusammen. Es sind fünf freie Staubblätter vorhanden. Die zwei oder drei knapp verwachsenen Stempel sind oberständig mit je einem Griffel mit einer kleinen, kopfigen Narbe. Es ist ein Diskus vorhanden.
Ihren Namen hat sie wohl von ihren grünlichen, zur Reife bräunlichen und häutigen, aufgeblasenen, zwei- bis dreifächrigen, etwa 3,5 bis 4,5 Zentimeter großen Kapselfrüchten, mit öfters einem beständigen Griffelrest, in denen meist eine bis drei rundliche, orange-bräunliche, 7 bis 10 Millimeter große, sehr harte und glatte, kleine „Nüsse“ (ein Samen) pro Fach klappern (oder eben „pimpern“), wenn sie reif sind. Die Samen enthalten weißes Endosperm und grüne Kotyledonen. Die Kapselfrüchte bleiben oft längere Zeit hängen.
Die Chromosomenzahl beträgt 2n = 26.

## Bilder

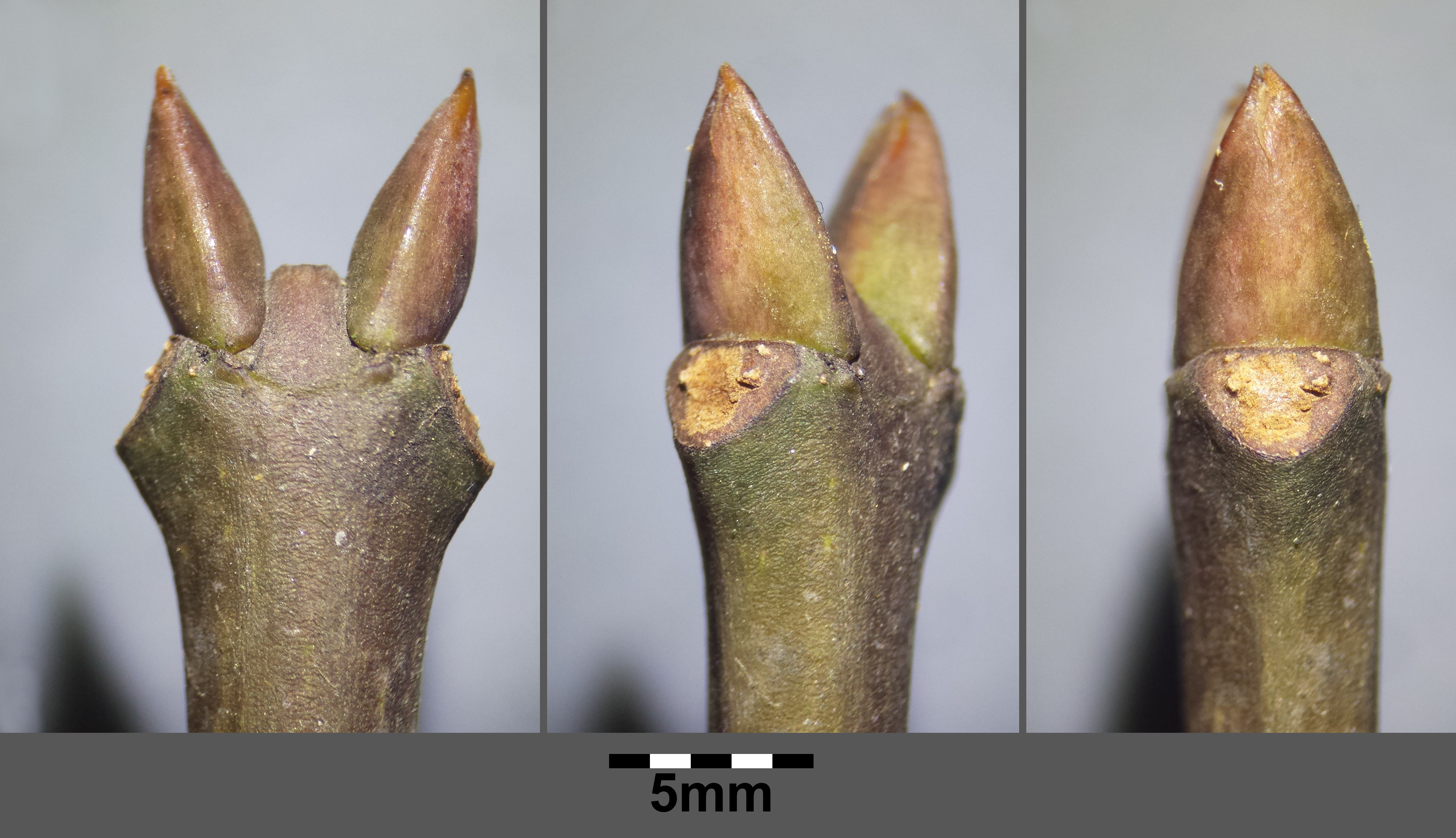
Winterknospen
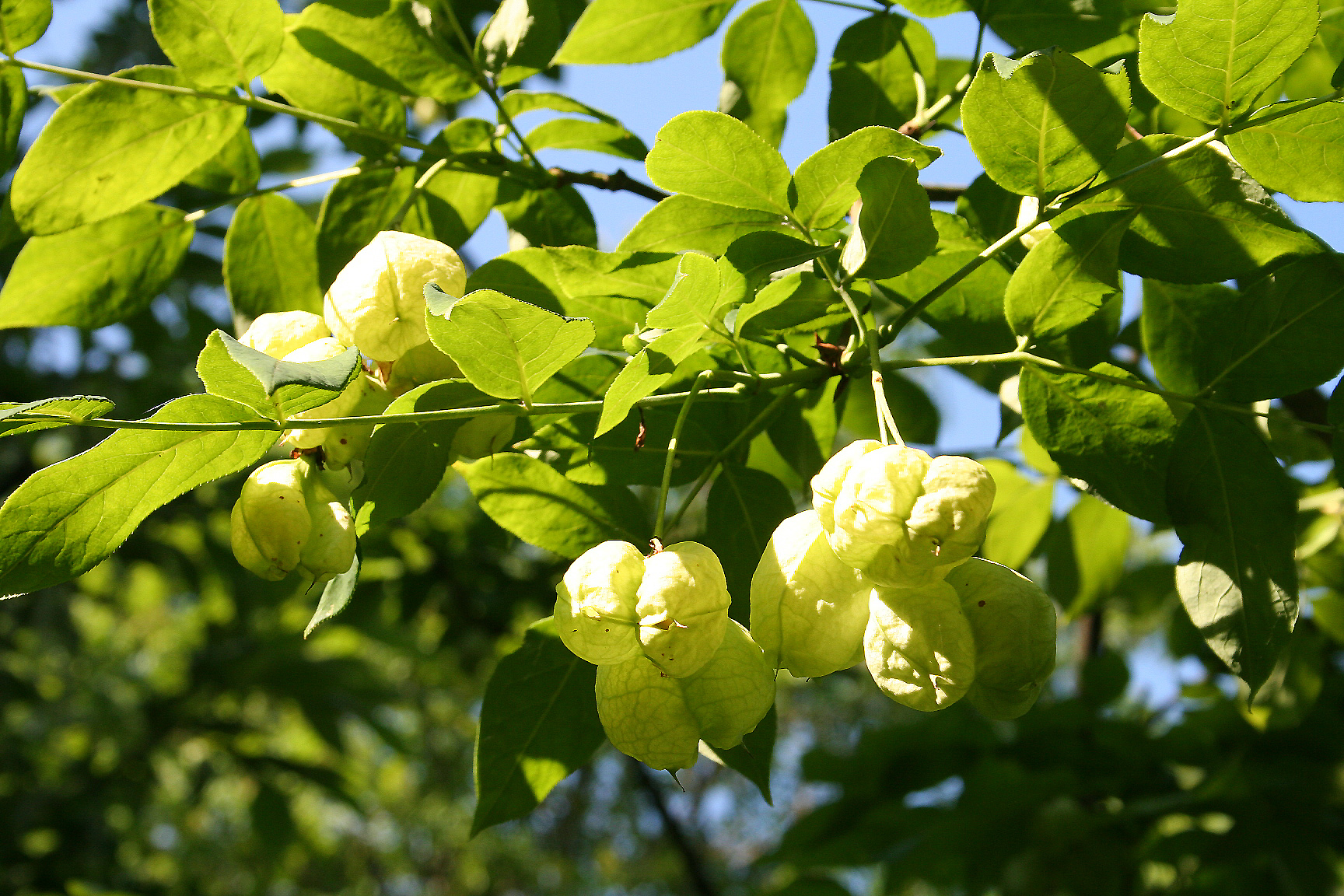
Blätter und Früchte
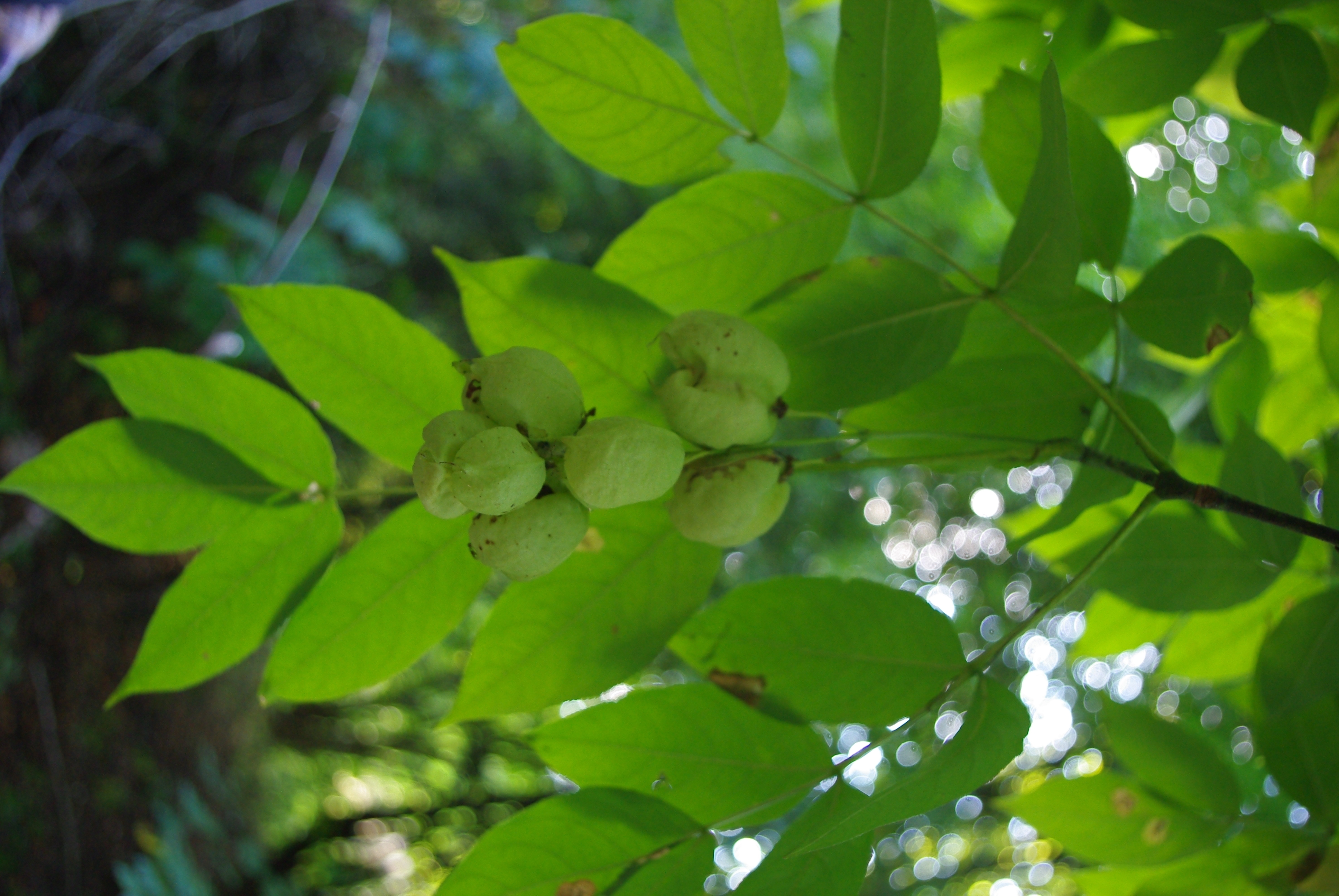
Blätter Unterseite und Früchte
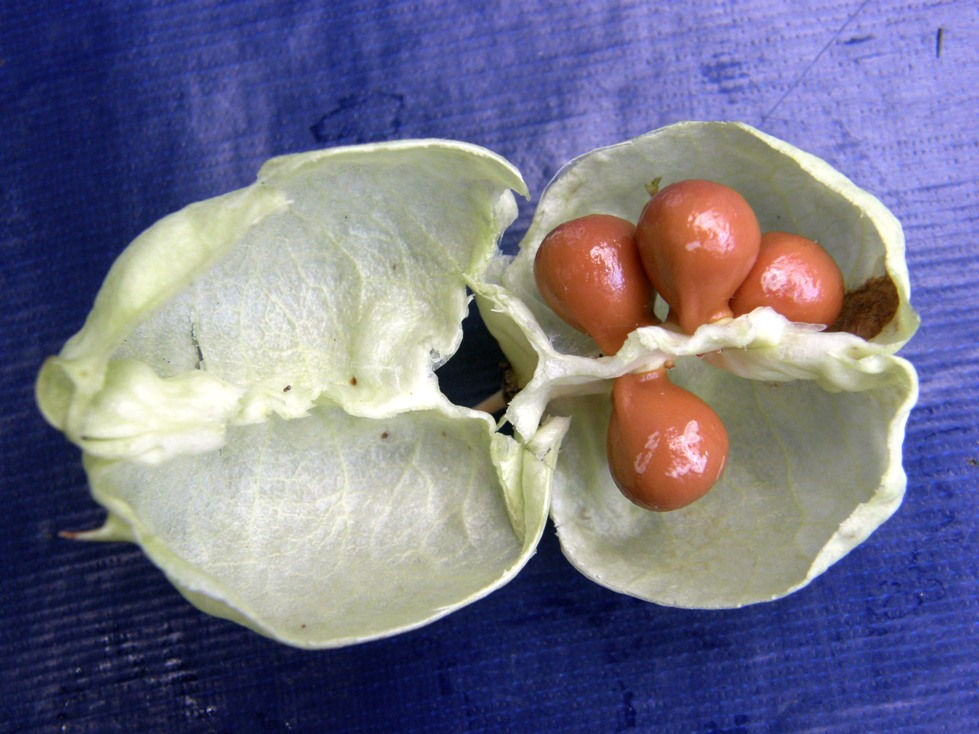
Geöffnete Kapselfrucht mit Samen
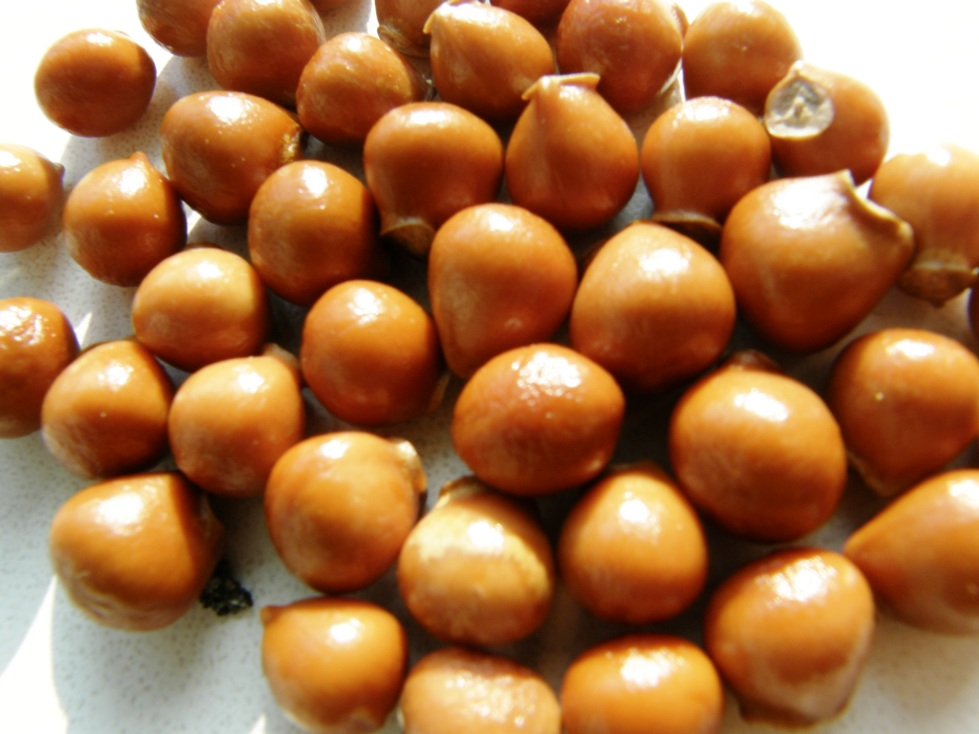
Samen
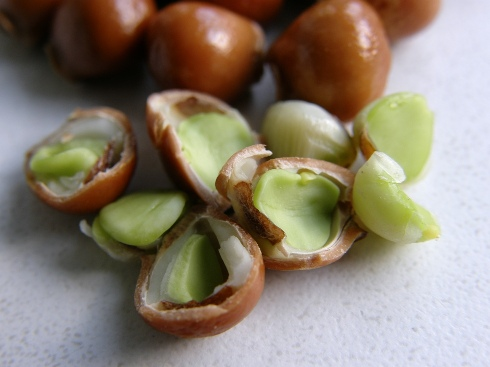
Zerteilte Samen
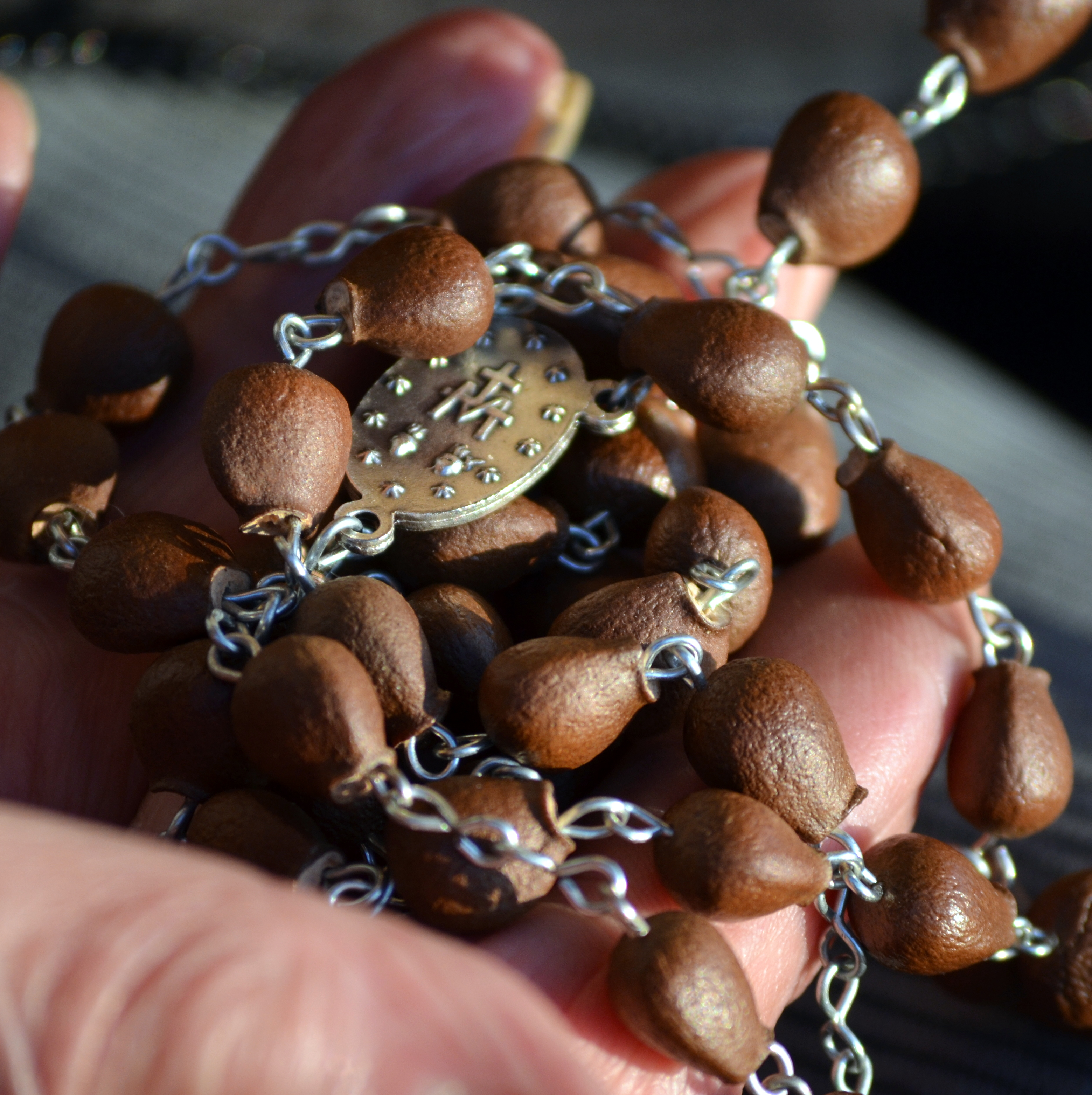
Der Gebetskette-Rosenkranz aus Samen der Pimpernuss
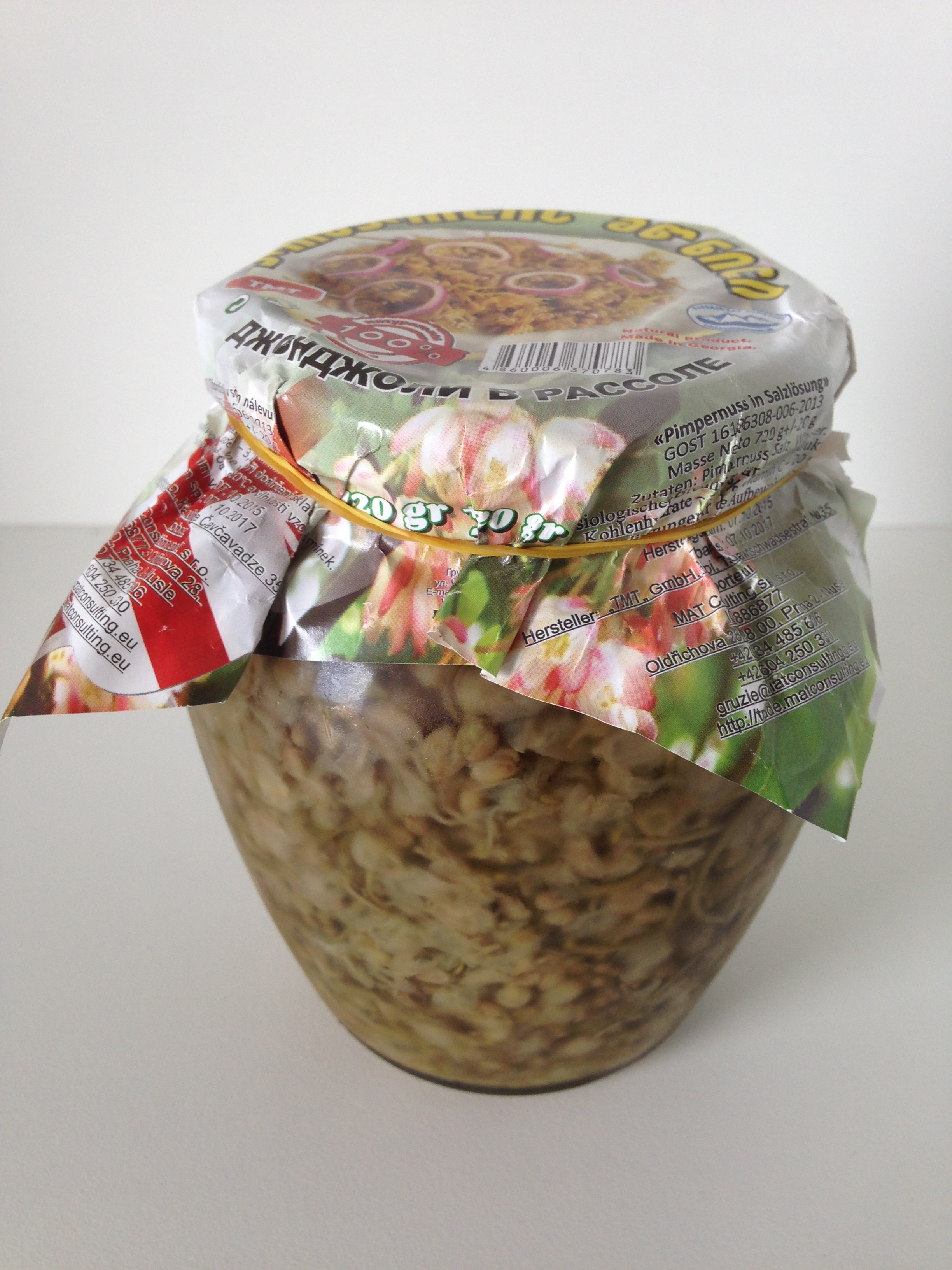
Pimpernuss in Salzlösung

## Vorkommen
Das Hauptverbreitungsgebiet der Gemeinen Pimpernuss erstreckt sich von Südosteuropa bis nach Kleinasien. Zum Ostteil ihres Verbreitungsgebiets gehören der Karpatenbogen, die niederschlagsreichen Sudeten und die schlesische Tiefebene. Sie findet sich auch in Naturschutzgebieten in den Niederen Beskiden rund um Dukla, in den Karpaten im Nationalpark Magura und in der Region Jura bei Złoty Potok.
Dieser ostsubmediterrane, subozeanische Nanophanerophyt kommt auch im südöstlichen Mitteleuropa vor. Die Gemeine Pimpernuss gedeiht an Hängen und Waldrändern, in krautreichen Buchen-, Ahorn- oder Eichenwäldern. Sie gedeiht am besten auf kalk- und nährstoffreichen, lockeren, steinigen und sickerfeuchten Lehm- oder Lössböden mit guter Mullauflage in Lagen mit mildem Klima und ziemlich hoher Luftfeuchtigkeit. Sie besiedelt Schluchtwälder und lichte Laubwälder. Sie kommt vor in Pflanzengesellschaften der Verbände Berberidion, Tilio-Acerion, des Unterverbands Cephalanthero-Fagenion und ist auch eine schwache Charakterart der Ordnung Quercetalia pubescentis. Sie steigt in den Alpen nur bis in Höhenlagen von etwa 600 Metern auf.
In Mitteleuropa ist sie ursprünglich vorhanden wohl nur am Übergang vom Oberrhein zum Hochrhein, im Bodenseegebiet und an der Donau von Ulm bis nach Niederösterreich, am Vierwaldstätter- und am Walensee und am Alpenrhein.
Die ökologischen Zeigerwerte nach Landolt et al. 2010 sind in der Schweiz: Feuchtezahl F = 2+ (frisch), Lichtzahl L = 3 (halbschattig), Reaktionszahl R = 4 (neutral bis basisch), Temperaturzahl T = 4+ (warm-kollin), Nährstoffzahl N = 3 (mäßig nährstoffarm bis mäßig nährstoffreich), Kontinentalitätszahl K = 4 (subkontinental).
Weit nördlich ihres natürlichen Vorkommens in Mitteleuropa werden zwei Wuchsorte am Spitzhut bei Hildesheim beschrieben. Diese Vorkommen gehen auf Anpflanzungen „florenfremder Baum- und Straucharten“ zurück, die schon im Zuge der Aufforstungen der nördlichen Mittelgebirge in Deutschland Ende des 19. Jahrhunderts der „Verschönerung“ der Wälder dienten.
In allen Bundesländern Deutschlands nördlich von Bayern und Baden-Württemberg ist sie damit nicht heimisch.

## Gefährdung
Die Gemeine Pimpernuss gilt in Deutschland als „gefährdet“ (Rote Liste Gefäßpflanzen Deutschland). In der Roten Liste der IUCN wird die Art global als „nicht gefährdet“ („least concern“) geführt.

## Nutzung
In Baumschulen wird sie zur Begrünung von Straßenrändern mit autochthonen Gehölzen nachgezogen. Für die Keimung ist Frost nötig (Frostkeimer), der in der Baumschule durch Tiefkühlen erreicht wird.
Als Zierpflanze wurde häufig eine Hybride mit der Kolchischen Pimpernuss Staphylea colchica Stev. (oder diese Art selbst) angepflanzt.
Die langen Blütentrauben können zu einer Süßigkeit kandiert werden.
In den imposanten Blasenfrüchten sitzen kleine Nüsschen, die wie Haselnüsse aussehen und ähnlich wie Pistazien schmecken. Bekannt ist der daraus gewonnene Pimpernusslikör, der im Bayerischen Wald hergestellt wird.
Der Pimpernuss wird eine aphrodisierende Wirkung zugesprochen, die jedoch nicht belegt ist.
In der georgischen Küche wird aus dem in Salzwasser eingelegten Blütenstand der Salat „Jonjoli“, „Dschondscholi“ (ჯონჯოლი) hergestellt. In der Geschmacksrichtung ähnelt er einer Kombination aus Oliven und Kapern. Es wird auch der von der Kolchischen Pimpernuss genutzt.
Getrocknete Samen der Pflanze, die auch gefärbt werden können, benutzte man früher zur Herstellung von Schmuck, vor allem von Ketten, zum Teil auch von Rosenkränzen.
Des Weiteren wird sie in der Herstellung des Schnapses Stichpimpulibockforcelorum verwendet.

## Geschichte
Die in Mitteleuropa heimische Pflanze wurde bereits in der Antike von Plinius (XVI, 69) als Staphylodendron erwähnt. Diese vorlinneische Benennung leitet sich aus den griechischen Worten staphyle für Weintraube und déndron für Holzgewächs, Baum her.
Im 16.–17. Jahrhundert beschrieben europäische Botaniker die Pflanze und Frucht als
- Pimpernuss, Staphylodendron (Hieronymus Bock)[11]
- Staphylodendron, Nux Vesicaria, Arbor vitis, Pistacium Germanicum, Pimpernusz, Pimpernoten, Sint Anthuenis nootkens, Noissette de S. Antoine (Dodoens)
- Staphylodendron Plinii und Nux vesicaria (Clusius)
- Pistacia sylvestris (Johann Bauhin)
- Pistacia germanica (Adam Lonitzer 1630)[3]
- Sicomorus pseudosycomorus (Christopher Rostius 1610)[3]